# Shaira Downs
Shaira Natasha Downs Morgan (Corn Island, Costa Caribe Sur, 21 de mayo de 1984) es una mujer afrodescendiente y política nicaragüense, quien actualmente ejerce el cargo de diputada nacional ante la Asamblea Nacional de Nicaragua.

## Biografía
Originaria del municipio de Corn Island, cursó sus estudios de educación secundaria en el Colegio Bautista Ebenezer y sus estudios universitarios en la ciudad de Managua. Es licenciada en Administración de Empresas y máster en Gerencia Empresarial. 
Participó en las elecciones regionales de la Costa Caribe en 2014, siendo electa concejal regional de Corn Island en representación del partido de izquierda Frente Sandinista de Liberación Nacional. En 2016 fue electa por el parlamento de la Costa Caribe Sur como coordinadora del Gobierno Regional Autónomo de la Costa Caribe Sur, cargo que ejerció hasta 2019. 
En 2019 fue reelecta como concejal regional en los comicios regionales de marzo de ese año, siendo nombrada en el mes de mayo como presidenta del Consejo Regional Autónomo de la Costa Caribe Sur (CRACCS), cargo que ejerció hasta el primero de diciembre de 2021. 
El 6 de noviembre de 2021, fue electa diputada nacional del partido de gobierno FSLN, tras la reelección de Daniel Ortega como presidente del país centroamericano.  
Recibió sus credenciales como diputada nacional por el Consejo Supremo Electoral el día nueve de enero de 2022.